# Gaïcre
Gaïcre (ou encore Gaicre ou Gaycre) est une ancienne communauté, puis commune du département du Tarn, annexée en 1835 par Cadix.
Elle tient probablement son nom du Gaycre, un affluent du Tarn.

## Démographie
Évolution démographique de la commune de Gaïcre classée par date de recensement de 1793 à 1831.
| 1793 | 1800 | 1806 | 1821 | 1831 |
| ---- | ---- | ---- | ---- | ---- |
| 229  | 227  | 259  | 244  | 264  |

Source : Des villages Cassini aux communes d'aujourd'hui.

## Histoire
En 1760, la paroisse de Gaïcre est dévastée par la grêle. Voici ce qui est noté dans le registre de St-Blaise-de-Trébas, située dans la même paroisse : 
"En 1760, le 22 juin, il tomba 
une grêle si forte que dans la
paroisse de Gaycre, il n'y eut rien
ni en vin, ni en grain d'aucune espèce,
ni aucun autre fruit. Il y arriva
ce qu'on ne voit pas ordinairement même
quand la grêle est la plus générale, car
dans les paroisses il y reste quelque
canton qui n'est pas battu de la dite
grêle ; mais à Gaycre, il n'y eut pas un
seul endroit qui ne fut ravagé, aussi
la misère y fut elle fort grande ; ce qui
cependant ne chatia pas la méchanceté
de cette paroisse, ou plutôt des paroissiens."
En 1835, la commune de Gaïcre est absorbée par la commune de Cadix.